# Skibe mod nord I
|  | Denne artikel er oprettet af botten PalnaBot ud fra en ekstern database. Den kan derfor have sproglige fejl eller mangler. Denne skabelon kan fjernes efter kontrol af indholdet. |

Skibe mod nord I er en dokumentarfilm fra 1963 instrueret af Ib Dam efter manuskript af Hans Hansen.

## Handling
Bygningen og udrustningen af en ny type inspektionsfartøj til søværnet.